# Ngadisanan
Ngadisanan is een bestuurslaag in het regentschap Ponorogo van de provincie Oost-Java, Indonesië. Ngadisanan telt 2276 inwoners (volkstelling 2010).